# قره‌باغ

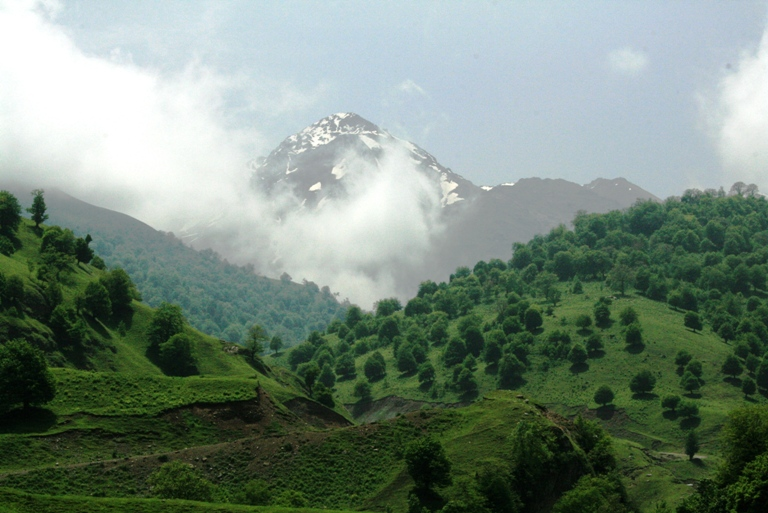
مروداغ بلندترین نقطه قره‌باغ

قره‌باغ (ارمنی: Ղարաբաղ; ترکی آذربایجانی: Qarabağ) یک منطقه جغرافیایی در شرق ارمنستان و جنوب غربی جمهوری آذربایجان است که از ارتفاعات قفقاز کوچک تا زمین‌های پست بین رودخانه‌های کر و ارس کشیده شده است.
همچنین قره‌باغ از دوره صفویه به این سو به یکی از تقسیمات سیاسی ایران تبدیل شد. بعدها توسط آغامحمدخان قاجار، مجدداً تحت حاکمیت مرکزی ایران قرار گرفت. قره باغ نهایتاً پس از عهدنامه گلستان در ۱۸۱۳ به روسیه تزاری واگذار شد. تا ۱۸۴۰ این منطقه همچنان با عنوان ایالت قره‌باغ شناخته می‌شد اما پس از آن به بخش شوشا تغییر نام یافت، در اتحاد جماهیر شوروی بخش‌هایی از آن به جمهوری سوسیالیستی آذربایجان شوروی پیوست، بخش زنگه‌زور به جمهوری سوسیالیستی ارمنستان شوروی واگذار شد و پس از اشغال این منطقه توسط واحدهایی از ارتش شوروی در معیت نیروهای ارمنستان بخش کوهستانی‌اش که قسمتی از ساکنان آن را ارمنی‌ها تشکیل می‌دادند با عنوان جمهوری آرتساخ اعلام استقلال کرد.

## ریشه‌شناسی
نام قره‌باغ از دو کلمه ترکی قره و فارسی باغ به معنی باغ سیاه یا باغ بزرگ به وجود آمده است. این نام اولین بار در منابع گرجی و ایرانی در قرن سیزده و چهارده میلادی آمده است. نام آرتساخ در سنگ‌نبشته‌های اورارتو دوران پادشاهی «آیرارات» ،اوشاکان کنونی) به صورت‌های «آرداخونی» یا «اوردخینی» و «اوردخه» قید شده است که نام آرتساخ از آن مأخوذ است و سرزمینی به این نام در هزاره اول (پیش از میلاد) جزو پادشاهی آیرارات و سپس یرواندیان (دودمان اروندی) قرار داشت.استرابون در (کتاب جغرافیای) خود قسمت سمت راست رود کورا (محل کنونی قره باغ) را با نام «ارخیستینا» (Orkhistene) به عنوان یک ایالت «هایک بزرگ» (ارمنستان بزرگ)-(ارمنستان = هایاستان) دانسته که به خاطر سوارکارانش شهرت داشته است.

## تاریخچه

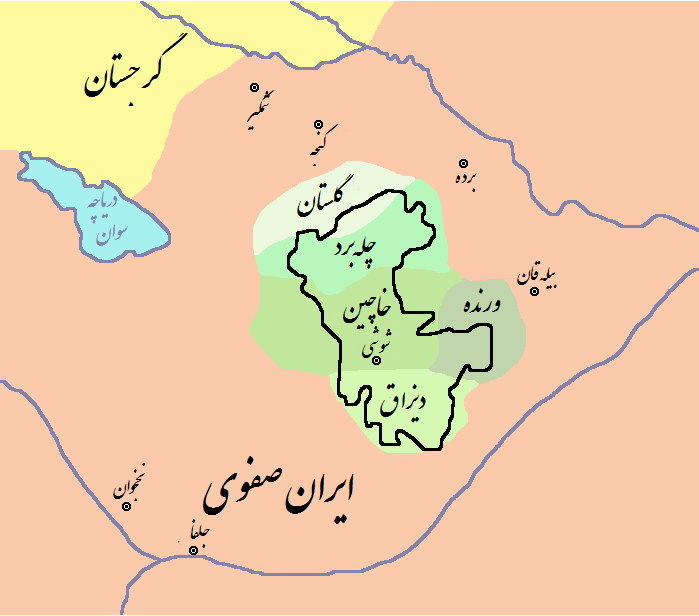
محال خمسهٔ ارمنی‌ها در قره‌باغ

در دورهٔ صفویه قره‌باغ به مرکزیت گنجه یکی از بیگلربیگی‌های ایران بود. مقام بیگلربیگی که در سدهٔ دهم به‌طور موروثی به سران ایلات چادرنشین قزلباش می‌رسید، در قره‌باغ در اختیار یکی از شاخه‌های ایل قاجار بود. در این دوره محال خمسه ارمنی‌ها شامل دیزاق، ورنده، خاچین، چله‌برد و طالش و همچنین برکشاط و خان‌های ایل جوانشیر و اتوزیکی تابع این بیگلربیگی بودند.
در ۱۱۵۶ هجری قمری، ملک یکن ضابط محال خمسه ارمنی‌ها از بیگلربیگی‌های گنجه و تفلیس، به خاطر گرفتن چریک از ارمنی‌ها به نادرشاه افشار شکایت کرد، نادر نیز طی فرمانی مطالبه چریک از محال خمسهٔ ارمنی‌ها را منع کرد بعدتر نیز به گفته عباس‌قلی‌آقا باکیاخانوف «حکام گنجه و قره‌باغ نیز به لقب زیاد اوغلی قاجار از پل خدا آفرین تا قریهٔ شولاور گرجستان بالاتر از پل سنق حکمرانی می‌نموده‌اند. چون در شورای کبرای مغان به سلطنت نادر شاه رضا نداده و در طلب استقرار دولت صفویه بودند، نادرشاه نیز بعد از تمکن بر سریر سلطنت ایران به مقام کسر حشمت و اقتدار ایشان برآمده بسیاری از اهالی قره‌باغ را به خراسان کوچانده ملکان برگشاط و خمسه را از تحت اختیار ایشان به در کرده و به سردار آذربایجان سپرد» در ۱۱۶۱ هجری شمسی، پناه‌خان جوانشیر مشهور به پناه علی‌بیگ ساروجلوی جوانشیر از عادل‌شاه افشار لقب خانی گرفت و به حکومت قره‌باغ منصوب شد. وی در زمان شاه‌عباس دوم از سین‌کیانگ به قره‌باغ آمده‌بود و در زمان نادرشاه جارچی‌باشی بود اما بعدتر مورد خشم نادر قرار گرفته بود و از ترس وی به کوهستان‌های قره‌باغ گریخته‌بود. رسیدن به این مقام بدون همکاری ارمنی‌ها ممکن نمی‌شد، پناه‌خان در این راه با ملک شاه نظربیگ حاکم ورنده متحد شد و وی را به حکومت خاچین گمارد و به همراه وی حکام دنزاق، چله‌برد و طالش را کنار زد. همچنین پناه‌خان به درخواست ملک‌شاه نظربیگ قلعه پناه‌آباد را ساخت که بعدها به شوشی شهرت یافت.

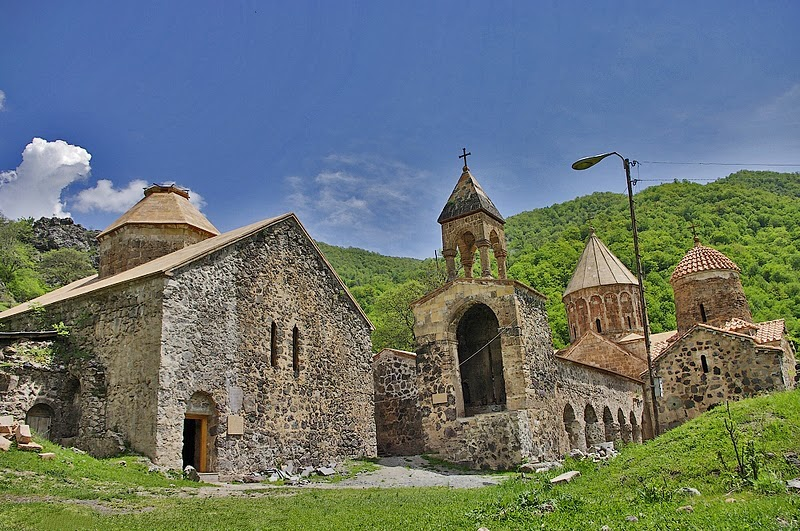
صومعه دادیوانک که مقبره خاندان ملیک‌های خاچین در آن واقع است.

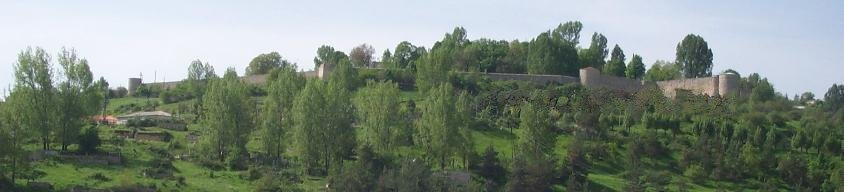
دیواره‌های قلعه شوشی

پس از بی‌نتجیه ماندن درگیری پناه‌خان با فتحعلی‌خان افشار، فتحعلی‌خان که پیشنهاد صلح داده‌بود با نیرنگ ابراهیم‌خلیل‌خان فرزند پناه‌خان را به اسارت به ارومیه برد. پناه‌خان نیز برای نجات پسرش با لشکر کریم‌خان زند که برای سرکوب فتحعلی‌خان آمده‌بود همراه شد. پس از آن کریم‌خان پناه‌خان را با خود به شیراز برد و ابراهیم‌خلیل‌خان را به حکومت قره‌باغ منصوب کرد. تا پیش از برآمدن آقامحمدخان، ابراهیم‌خلیل‌خان نه تنها بر قره‌باغ که بر ایروان، نخجوان و گنجه نیز حکم راند.

مسجد جامع گوهریه در شوشی ساخته گوهرآغا دختر ابراهیم‌خلیل‌خان، دو کتیبه فارسی در این مسجد موجود است که در آن موقوفه‌های این مسجد و چگونگی استفاده از آنها بیان شده است.

آقامحمدخان قاجار پس از نشستن بر تخت، از ابراهیم‌خلیل‌خان خواست تا از دولت مرکزی اطاعت کند، وی نیز در ۱۲۰۷ پسرعمویش عبدالصمدبیگ را به رسم گروگان به تهران فرستاد و ابراز اطاعت کرد. اما در جریان یکی از درگیری‌های آقامحمدخان و زندیان عبدالصمدبیگ فراری ناموفق انجام داد و به همین دلیل نیز به دست شاه قاجار کشته‌شد. این مسئله و اینکه ابراهیم‌خلیل‌خان آقامحمدخان را همانند بسیاری از دیگر رقبایش می‌دید به تیرگی روابط این دو انجامید. در ۱۲۰۹ آقامحمدخان به قصد تسخیر قره‌باغ از ارس گذشت، در محاصره قلعه شوشی جوادخان قاجار و ملیک مجنون چله‌بردی و نیروهای ارمنی وی را همراهی می‌کردند. به علت نداشتن توپ‌های قلعه‌کوب، خان قاجار نتوانست قلعه را فتح کند و به پیشنهاد ملیک مجنون به تفلیس لشکرکشی کرد. با فتح تفلیس و متواری شدن اراکلی‌خان، دیگر خان‌های قفقاز اظهار اطاعت کردند، آقامحمدخان که در پی تسلیم ابراهیم خلیل‌خان بود در نهم ذیحجه ۱۲۱۱ عازم شوشی شد، ابراهیم خلیل‌خان نیز از ترس به داغستان گریخت، در همان زمان آقامحمدخان در کنار قلعه شوشی به قتل رسید. با شنیدن این خبر ابراهیم‌خلیل‌خان به شوشی بازگشت و قدرتی بیش از پیش یافت.
ابراهیم‌خلیل‌خان جنازه آقامحمدخان را با احترام در شوشی دفن کرد و منتظر دستور از تهران ماند. با برتخت نشستن فتحعلی‌شاه خان سیاستی دوگانه را در پیش گرفت. از سویی اطاعت خود از دربار تهران را نشان می‌داد به گونه‌ای که پسرش ابولفتح‌خان را به نزد شاه ایران فرستاد و دخترش آغابگم معروف به آغاباجی را نیز به عقد او درآورد دوباره به خانی قراباغ رسید، از سوی دیگر استقلال خویش و توافق بر قدرت‌های همجوار را با رابطه حسنه با روسیه حفظ می‌کرد. با ورود ژنرال پاول سیسیانوف به قفقاز، ابراهیم‌خلیل‌خان رسماً به اطاعت روس‌ها درآمد و قره‌باغ را به روس‌ها واگذار کرد. در ۱۲۱۸ سیسیانوف پس از سه روز محاصره گنجه را گشود، در این درگیری جوادخان زیاد اوغلی قاجار، آخرین خان گنجه و ملیک مجنون چله‌بردی کشته‌شدند. ملیک مجنون پیشتر بر اثر فشارهای ابراهیم‌خلیل‌خان، به همراه هزار خانواده ارمنی به گنجه پناه برده‌بود و جوادخان ایشان را در محله شامشاری اسکان داده‌بود و ملیک را مسئول ارمنی‌ها کرده‌بود. عباس میرزا ولیعهد ایران پس از آگاهی از پیمان روس‌ها و ابراهیم‌خلیل‌خان برای سرکوب وی از آذربایجان به قره‌باغ لشکر کشید و توانست در دو نبرد نیروهای خان را که روس‌ها نیز همراهی‌اش می‌کردند شکست دهد. در ۱۲۲۰ خان، سیسیانوف را به قلعه شوشی راه‌داد و فرمانده روس اختیار قلعه را به دست گرفت. خان که از این شرایط ناراضی بود به عباس‌میرزا نامه نوشت و شفاعت خود را نزد شاه خواستار شد. اما در ۱۲۲۲ روس‌ها که توسط نوه خان، جعفرقلی‌خان از ارتباط وی با ایران آگاه شده‌بودند شبانه او و ۳۱ تن از بستگان‌اش از جمله دختر و همسرش را به قتل رساندند.
پس از قتل ابراهیم‌خلیل‌خان، روس‌ها نه تنها قره‌باغ را به جعفرقلی‌خان نسپردند بلکه قصد تبعید وی به سیبری را داشتند، خان نیز که از دست روس‌ها گریخته بود به همراه ایل جبرائیل‌لو به ایران آمد و عباس‌میرزا وی را حاکم قراجه‌داغ کرد. پس از دوره دوم جنگ‌های ایران و روسیه در ربیع‌الاول ۱۲۴۲ مهدی‌قلی‌خان یکی از فرزندان ابراهیم‌خلیل‌خان به دستور حکومت ایران، ایلات قره‌باغ را به سوی قراجه‌داغ کوچ داد.

### ایالت قره‌باغ

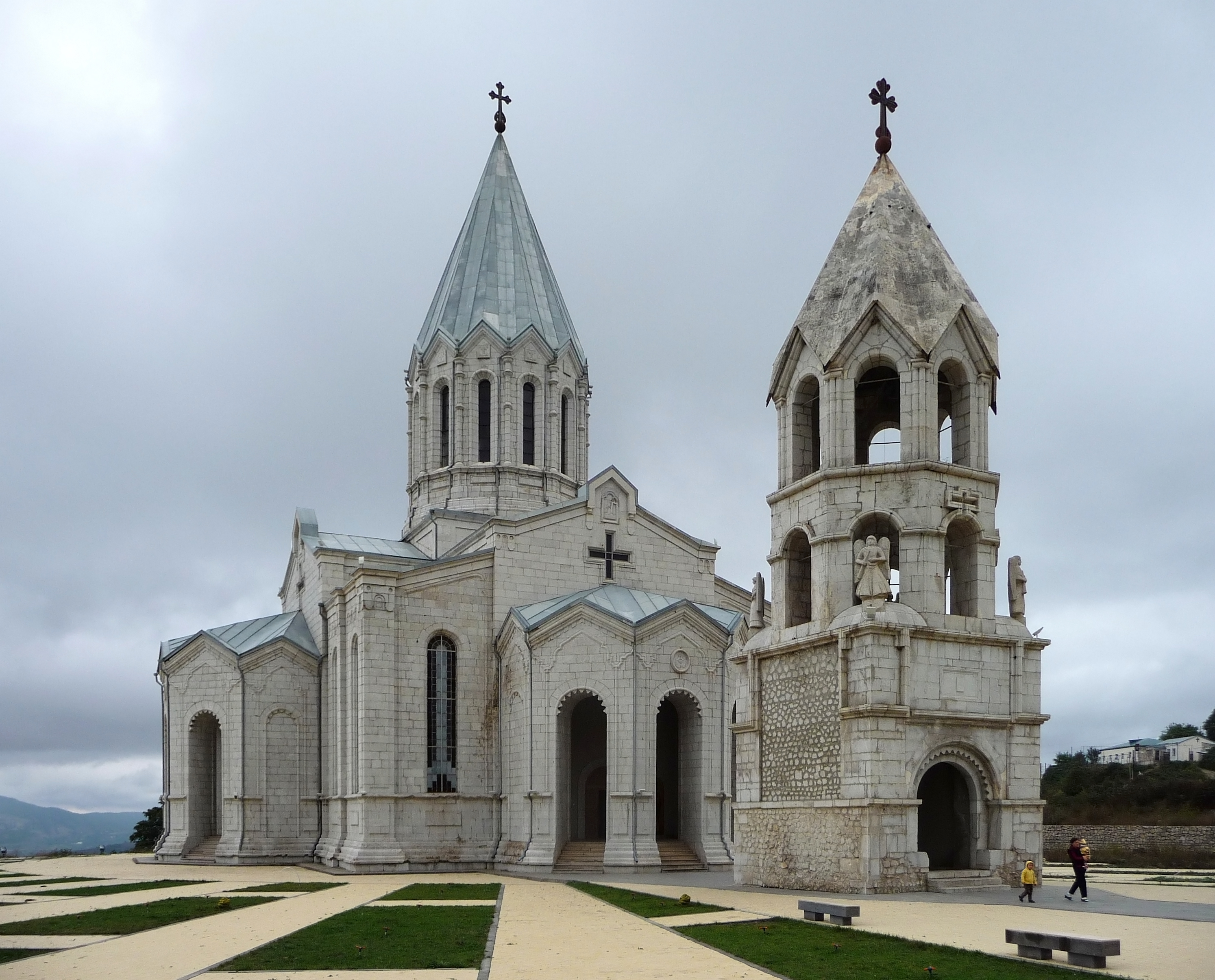
کلیسای جامع شوشی ساخته شده به سال ۱۸۸۷

پس از انعقاد عهدنامه‌های گلستان و ترکمانچای روس‌ها اقدام به کوچاندن ارمنی‌ها ایران به منطقه تحت تسلط خود کردند و ایالات تصرف شده ایروان و قره باغ را برای اسکان ارمنی‌ها در نظر گرفتند. پس از جنگ‌های عثمانی و روسیه ارمنی‌ها مناطق شرقی امپراتوری عثمانی که همراه روس‌ها علیه عثمانیها وارد جنگ شده و پیروزیهایی به‌دست آورده بودند پس از عقب‌نشینی روس‌ها مجبور مهاجرت به داخل مرزهای روسیه شده و ترکیب جمعیتی خان‌نشین ایروان و قره باغ را به نفع ارمنی‌ها تغییر دادند.

### اهمیت فرهنگی قره‌باغ
قره‌باغ از حیث فرهنگ و هنر و شخصیت‌های تاریخی برای ایران و آذربایجان بسیار اهمیت دارد، زیرا هرگونه فعالیت هنری، فرهنگی و ادبی در قره‌باغ یا در تداوم مکاتب تبریز و اردبیل و تهران اند یا اینکه به نوعی نماینده فرهنگ و تمدن ایران و آذربایجان محسوب می‌شوند. شخصیت‌هایی مانند پناه علی‌خان جوانشیر بانی شهر شوشا، ابوالفتح خان، مهدی قلی خان و جعفرقلی خان نایبان عباس میرزا ملاپناه واقف، اعجوبهٔ فکر و اندیشه و مروج زبان فارسی و عربی و ترکی و بانی ادبیات مدرن، مورخانی همچون میر مهدی خزانی، میرزا آدی گوزل بیگ، میرزا جمال جوانشیر قره‌باغی نویسنده تاریخ قره‌باغ به فارسی و ترکی، احمد بیگ آقا اوغلو اسلام‌شناس، ترک‌شناس و عرب‌شناس، نجف بیگ وزیروف ناشر نخستین نشریه در قفقاز، حمیده خانم جوانشیر حامی مشروطیت تبریز، قاسم بیگ ذاکر نماینده شعر کلاسیک ایران، بانی ژانر ساتیریک، مترجم کلیله‌ودمنه و شعرایی همچون عارف، عاجز، خورشید بانو ناتوان که مبلغ فرهنگ و ادب ایران و اسلام به زبان ترکی بودند، موسیقی‌دان‌ها و مغنیانی همچون میر محسن نواب نویسنده کتاب وضوح الارقام در موسیقی و سامان بخش دستگاه‌های مقامی، عزیز حاجی بیگوف مؤسس اوپئرا در قفقاز، آهنگساز، خالق نخستین اوپئرا در شرق اسلامی (لیلی و مجنون) نویسنده متن موسیقی رستم و سهراب و داستان‌های شاهنامه، پیوند دهنده سنت و مدرنیته در هنر و خالق آثار تراژدیک و کمدیک با تکیه بر ریشه‌های حوزه فرهنگ و تمدن ایران، خان شوشنیسکی ادامه‌دهنده مکتب ابوالحسن اقبال آذر و ساماندهنده موسیقی مقامی کلاسیک که با تلفیق موسیقی خانقاهی با عاشقی و اجرای آهنگ شکسته قره‌باغ در موازات شکسته فارس و شکسته قره‌داغ و همچنین آهنگ آرازباری انقلاب در موسیقی مشترک ایران و آذربایجان را خلق کرد، رشید بهبود اوف خواننده ترانه‌های فارسی با صدای منحصر به فرد و بی‌نظیر خود، مبلغ موسیقی کلاسیک ایرانی و ده‌ها استاد موسیقی و هنر که هر یک به تناسب تخصص و حیطه هنر خود خدمات شایانی به نام قره باغ به ایران و آذربایجان داشته‌اند. همچنین قهرمانانی چون جوادخان زیاد اوغلو و سلطانوف مدافع مسلمانان در مقابل حملات ارمنی‌ها در دو سوی رود ارس را نمی‌توان فراموش کرد.